# HKB T1
Der Triebwagen T1 der Hersfelder Kreisbahn (HKB) gehörte zu einer Serie von Triebwagen der Deutschen Werke Kiel und wurde 1928 gebaut. Er war bis 1955 bei der Hersfelder Kreisbahn im Einsatz. In diesem Jahr wurde er an die Buxtehude-Harsefelder Eisenbahn verkauft und dort als T 160 bezeichnet. 1961 wurde der Triebwagen nach einem Unfall ausgemustert und verschrottet.

## Geschichte

### Hersfelder Kreisbahn T1
Nachdem die DWK-Typenreihe V bei Privatbahnen und mit den DR 751 bis 754 bei der Reichsbahn gute Ergebnisse lieferte, bestellte die Hersfelder Kreisbahn einen etwas größeren Triebwagen, der von der Typenreihe V durch zehn Seitenfenster sowie 94 Sitzplätze zu unterscheiden war. Charakteristisch waren die vier auf dem Dach angeordneten Kühlerlüfter. Er hatte eine dreigeteilte Stirnfensterfront.
Der Triebwagen war hauptsächlich als Solofahrzeug unterwegs, nur manchmal verkehrte er mit Beiwagen. Bis 1936 hatte er 260.000 km zurückgelegt. Nach 1935 wurde die Antriebsanlage umgebaut, wobei seit der Zeit der Triebwagen mit einem Dieselmotor verkehrte. Weitere Einsatzdaten bis 1945 sind nicht bekannt.
Nach 1945 erhielt der Triebwagen die Aufschrift Fulda-Werra-Express. Er wurde auch auf dem bei der Deutschen Bundesbahn verbliebenen Abschnitt der Werratalbahn eingesetzt. Der Triebwagen verkehrte zwischen Widdershausen bzw. Philippsthal und Bad Hersfeld. Nachdem die Hersfelder Kreisbahn ihre ersten Uerdinger Schienenbusse geliefert bekommen hatte, konnte ab 1955 auf den Triebwagen verzichtet werden.

### BHE T 160
Bei der BHE wurde der Triebwagen seit Mai 1955 planmäßig eingesetzt. 1957 wurde er in der Werkstatt der Niederweserbahn in einen Schlepptriebwagen umgebaut, weil er als Ersatz für den nach Brandschaden ausgemusterten BHE T 171 benötigt wurde. Dabei wurden zwei jeweils 145 PS (107 kW) starke Dieselmotoren von KHD eingebaut, die mit je einem aus dem T 171 stammenden Mylius-Getriebe die im Drehgestell jeweils innere Achse antrieben. Das Fahrzeug verlor bei dieser Umbaumaßnahme seine Dachlüfter. Ab Oktober 1958 ging der Triebwagen wieder in den Fahrdienst. Im Juni 1961 kollidierte er an einem Bahnübergang mit einem Lastkraftwagen und wurde nach diesem Unfall ausgemustert und wenig später verschrottet.

## Konstruktive Merkmale
Die Ausführung des Fahrzeugs mit der Fabriknummer DWK 165/1928 entsprach den Konstruktionsgrundsätzen der Fahrzeuge von DWK. Das Untergestell trug das Kastengerippe, welches mit zwei Millimeter starken Blechen verkleidet war. Sämtliche Blechverbindungen waren genietet. Die Innengestaltung und die Innenhaut des Daches wurden aus Sperrholz ausgeführt. Das Fahrzeug besaß die 2. und 3. Wagenklasse. Ein Gepäck- und Postabteil war vorhanden. Sämtliche Seitenfenster waren herablassbar, auch die der Einstiegstüren. Die Stirnfenster besaßen einen Blendschutz.
Die ursprüngliche benzol-mechanische Maschinenanlage war in einem Maschinentragrahmen gelagert, der im Drehgestellrahmen lag. Dadurch konnte eine einseitige Belastung eines Drehgestelles vermieden werden, es ergab sich eine günstige Belastung der inneren Antriebsachsen. Die gesamte Antriebsanlage war nach dem Anheben des Wagenkastens frei zugänglich, was die Instandhaltung erleichterte. Im Auslieferungszustand wurden das Fahrzeug von einem wassergekühlten Sechs-Zylinder-Viertakt-Benzinmotor der DWK angetrieben. Er ragte teilweise in den Fahrgastraum hinein und wurde durch eine Sitzbank abgedeckt. Dieser Motor gab sein Drehmoment an ein mechanisches Viergang-Getriebe der Bauart DWK weiter, welches durch Zahnrad-Verschiebung geschaltet wurde. Die Kupplung wurde mit Fußbetätigung bedient. Die Kraftübertragung auf die Antriebsräder wurde mit Gelenkwellen realisiert.
Bei Umbauten wurde 1935 die gesamte Maschinenanlage einschließlich des Tragrahmens getauscht. Das Fahrzeug erhielt als Antriebsmotor einen umsteuerbaren Schiffsdieselmotor, der bei 900/min 200 PS (147 kW) leistete. Bei der Umbaumaßnahme 1957/58 erhielt der Triebwagen zwei Maschinenanlagen mit Dieselmotoren von KHD, die einzeln in dem jeweiligen Drehgestell unter dem Wagenfußboden untergebracht waren. Die Kraftübertragung auf das jeweilige Antriebsrad wurde mit je einem Mylius-Getriebe realisiert. Ebenso wurden die Dachkühler entfernt. Des Weiteren erhielt das Fahrzeug kunstlederbezogene Sitze und eine vom Antriebsmotor unabhängige Fahrgastraumbeheizung.